# أندريه إميريش
أندريه إميريش (بالإنجليزية: André Emmerich)‏ هو تاجر أعمال فنية أمريكي، ولد في 11 أكتوبر 1924 في فرانكفورت في ألمانيا، وتوفي في 25 سبتمبر 2007 في نيويورك في الولايات المتحدة.